# Arthur Williams
Arthur Williams (ur. 12 listopada 1964 w Pensacola, zm. w kwietniu 2023) – amerykański bokser, były mistrz świata federacji IBF w wadze junior ciężkiej.

## Profesjonalna kariera
Na zawodowych ringach zadebiutował 30 listopada 1989 nokautując w pierwszej rundzie Kevina Poindextera. 6 lipca 1991 został znokautowany w trzeciej rundzie przez Sima Warriora doznając pierwszej porażki na zawodowych ringach jednakże dwa miesiące później udanie zrewanżował się wygrywając z Warriorem przez TKO w drugiej rundzie. 8 maja 1992 pokonał jednogłośnie byłego mistrza wag półciężkiej i junior ciężkiej będącego już u schyłku kariery Dwighta Muhammada Qawi. Po dwóch zwycięskich pojedynkach 8 czerwca 1993 wygrał z na punkty w byłym mistrzem IBF Jeffem Lampkinem jednogłośną decyzją. 4 marca 1994 otrzymał szansę walki o pas mistrzowski WBA, który był w posiadaniu Orlina Norrisa, jednakże przegrał niejednogłośnie na punkty. Pięć miesięcy później doszło do walki rewanżowej w której przegrał już w trzeciej rundzie przez techniczny nokaut. 23 maja 1995 uległ niejednogłośnie na punkty z Chrisem Byrdem, dodatkowo Byrd był liczony w pierwszej rundzie. 22 lipca 1997 pokonał przez TKO w czwartej rundzie Ricka Roufusa zdobywając wakujący pas USBA który dwukrotnie bronił wpierw pokonując 9 września Steve Little jednogłośną decyzją oraz tym samym wynikiem pokonał byłego mistrza IBF Adolpho Washingtona. Pojedynek z Washingtonem był również pojedynkiem o status oficjalnego pretendenta do pasa IBF który był w posiadaniu Imamu Mayfielda. Do ich pojedynku doszło 30 października 1998, Williams wygrał przez TKO w dziewiątej rundzie odbierając Mayfieldowi pas który stracił już w pierwszej obronie 6 czerwca 1999 roku przegrywając przez techniczny nokaut w siódmej rundzie z Wasilijem Żyrowem Po stoczeniu czterech zwycięskich pojedynków 7 września 2001 uległ przyszłemu niekwestionowanemu mistrzowi O'Neilowi Bellowi przez techniczny nokaut w jedenastej rundzie. Przegrał również swój kolejny pojedynek 22 marca 2002 z przyszłym mistrzem IBF Kelvinem Davisem niejednogłośną decyzją. Po dwóch zwycięskich pojedynkach doszło do walki rewanżowej z O'Neilem Bellem w którym zwyciężył ponownie Bell przez TKO w dziewiątej rundzie. 12 maja 2004 przegrał przez techniczny nokaut w trzeciej rundzie z zaczynającym karierę przyszłym niekwestionowanym mistrzem wagi junior ciężkiej oraz mistrzem WBA w wadze ciężkiej David Haye. 16 lutego 2008 zmierzył się z Alexanderem Frenkelem przegrywając przez techniczny nokaut w piątej rundzie.